# Анжело Данді
Анжело Данді (англ. Angelo Dundee; нар. 30 серпня 1921, Філадельфія, Пенсільванія, США — пом. 1 лютого 2012, Тампа, Флорида, США) — американський тренер з боксу, який працював з Мухаммедом Алі, Шуґаром Реєм Леонардом, Джорджем Форманом, Пінклом Томасом, Карменом Базіліо, Вільфредо Гомесом.
|  | Це незавершена стаття про боксера чи боксерку. Ви можете допомогти проєкту, виправивши або дописавши її. |